# نووخازینو
نووخازینو (انگلیسی: Novokhazino) یک شهرک در شهرستان کراسنوکامسکی استان باشقیرستان کشور روسیه است.